# Pilocereus grandispinus
Pilocereus grandispinus là một loài thực vật có hoa trong họ Cactaceae. Loài này được (Haw.) Lem. miêu tả khoa học đầu tiên năm 1861.